# Candidatura de Nueva York a los Juegos Olímpicos de 2012
Nueva York 2012 fue una de las cinco ciudades nominadas para los Juegos Olímpicos de 2012, en última instancia vencida por Londres 2012.
La oferta olímpica de Nueva York, fue impulsada por Daniel L. Doctoroff, que fue director y gerente de una exitosa firma de capital privado. Doctoroff se inspiró para traer los Juegos Olímpicos a Nueva York después de Nueva York asistió con pasión a la copa mundial FIFA de 1994 en Giants Stadium. El construyó un equipo para ayudarle a elaborar un plan para la realización de los juegos y una estrategia para ayudar a Nueva York ganar su oferta. Siete años después, Doctoroff dimitió como presidente de NYC2012 para unirse a la administración del alcalde Michael Bloomberg. El orador continuó dirigiendo la oferta olímpica de Nueva York como teniente de alcalde de Desarrollo Económico y Reconstrucción.
Doctoroff vio a los juegos de 2012 con sede en Nueva York como una oportunidad de construir grandes proyectos. Dos de los mayores proyectos estarían en la costa oriental del río, con la construcción de una Villa Olímpica al otro lado del río Este del que se encuentran las Naciones Unidas y un centro acuático en Brooklyn, y la construcción del West Side Stadium, que se supone que habría dado lugar a la reurbanización completa del West Side de Manhattan. Otros proyectos que formaban parte de la oferta incluía un curso de remo en Queens, un velódromo en el Sur del Bronx, un puerto deportivo a lo largo de la costa del Océano Atlántico, un centro ecuestre en Staten Island, y la remodelación de un arsenal histórico en Harlem.
Su oferta se han visto obstaculizada por el hecho de que los Juegos Olímpicos de Invierno de 2010 se celebraran en Vancouver y los organizadores no están muy ansiosos por que los Juegos Olímpicos de 2010 y 2012 se celebraran consecutivamente en el mismo continente. Sin embargo, Barcelona (1992), Lillehammer (1994), Atenas (2004) y Turín (2006) han celebrado los Juegos Olímpicos de forma consecutiva en el mismo continente. Además, los Juegos Olímpicos se han celebrado en los Estados Unidos en fechas tan reciente como 2002 (Juegos Olímpicos de Invierno), 1996, 1984 y 1980 (Juegos Olímpicos de Invierno), lo que hace los EE. UU. el primer país en celebrar cuatro juegos dentro de un período de 25 años. Sin embargo, de los cinco candidatos, solo Nueva York y Madrid nunca han sido antes sede de los Juegos.